# توني سوتو (سياسي)
توني سوتو هو سياسي أمريكي، ولد في 6 أبريل 1973 في بايامون في بورتوريكو. نشط حزبياً في الحزب التقدمي الجديد.